# スタガー (航空)

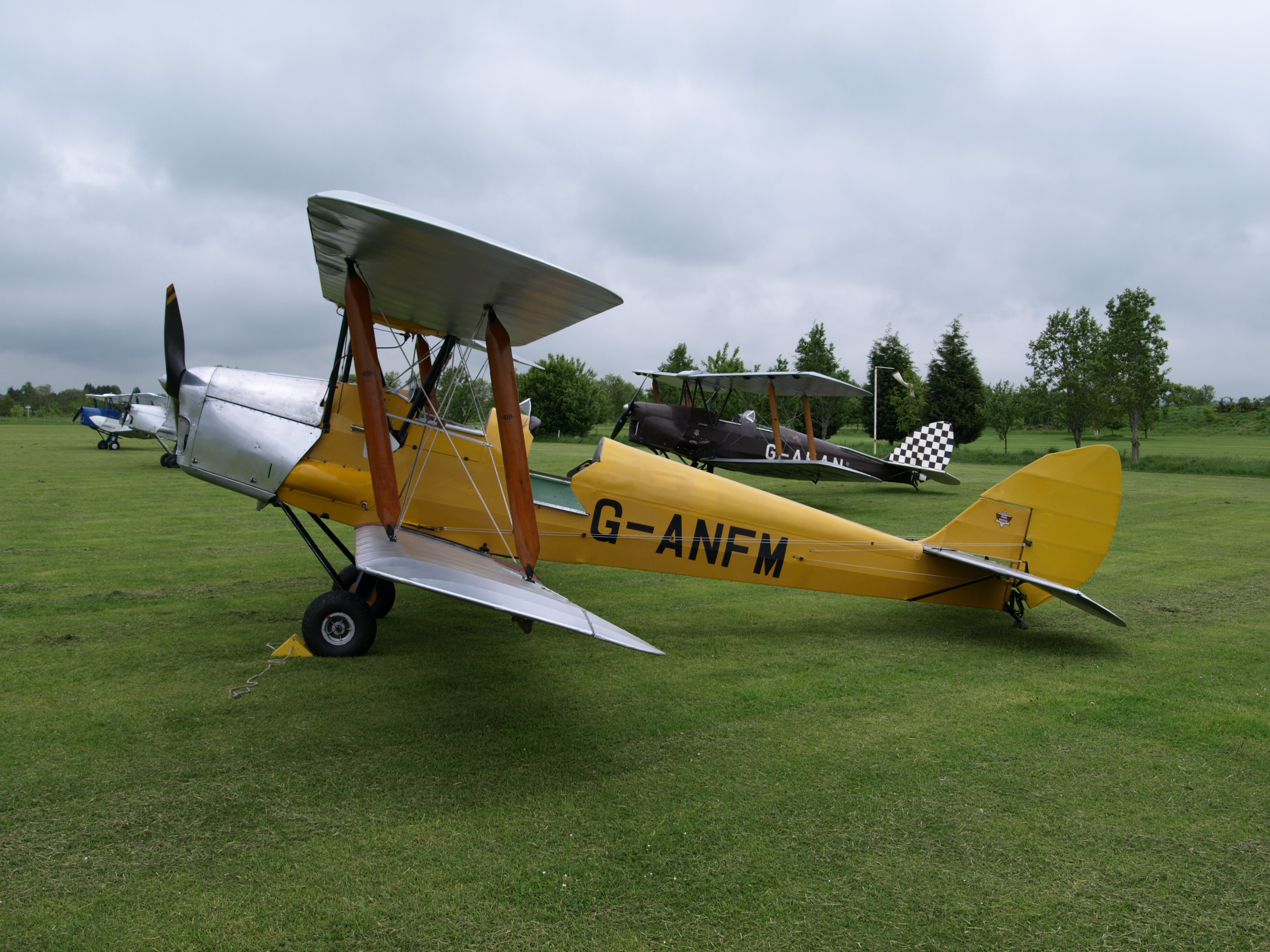
デ・ハビランドタイガー・モスのポジティブウィングスタガー

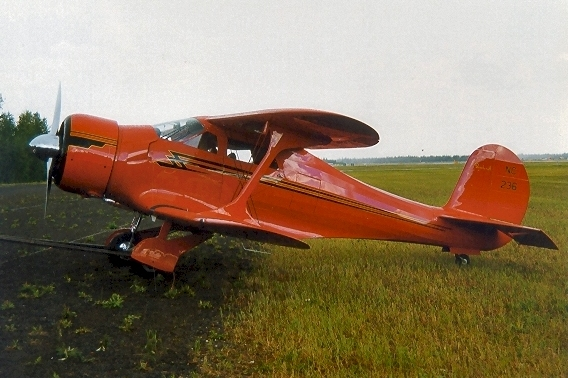
アラスカのビーチクラフト スタッガーウィングの負のスタガー

航空では、スタガー（すたがー、英語: Stagger ）は、複葉機、 三葉機 、またはマルチプレーンで積み重ねられた翼の相対的な水平前後位置である。
航空機は、上翼が下（下）翼の前方に配置されている場合、正のスタガー、または単にスタガーがあると言われる。例には、デ・ハビランド・タイガー・モスまたはステアマンが含まれる。逆に、ソッピース・ドルフィンやビーチクラフト スタッガーウィングのように、上翼が下翼の後ろに配置されている珍しいケースでは、飛行機は負のスタガーを持っていると言われている。ソッピース クックーやビッカース・ヴィルデビーストのように、翼が互いに真上に配置されている航空機は、翼がずれていないと言われている。

## 計測
値は距離（s）として表されることもあるが、「ギャップ」（翼部間の距離g）の分数またはパーセンテージ、つまりS / Gとして記述されることもある。tan -1（ s / g ）に等しい角度として表すこともできる。グロスター TSR.38のスタガーは0.91m、ギャップは2.0m 、スタガーは0.91m、0.455、45.5％または24.5°と表記される場合がある。sは、上翼の弦に沿った前縁から、下翼の前縁で上翼の弦に垂直に引かれた線との交点までの距離であり、すべての線は対称面に平行な面。

## 効果
原則として、上翼は、正のスタガーでは下翼よりも総揚力に占める割合が大きく、負のスタガーでは少なくなる傾向があります。正のスタガーの増加はまた、圧力の中心を上翼で前方に、下翼で後方に移動させる傾向がある。ずらさない場合、上翼と下翼の圧力中心はほぼ一致する。
揚力は、翼の下よりも上に低い圧力の空気があることから生じる。複数の翼が上下に重なっている航空機の場合、上翼の下の高圧空気と下翼の上の低圧空気が合流する傾向があるため、利用可能な揚力が減少する。翼が近ければ近いほど、この効果はより劇的になる。この影響は、翼間のギャップを増やすか、一方を他方の前方に移動することによって減らすことができる。ギャップを増やすと他の望ましくない影響が生じる可能性があるため、通常、この揚力の損失を減らすためにスタガーが適用される 。
正のスタガーが最も一般的である。これは、上部翼のこの配置により、乗組員の視界が改善されるだけでなく、航空機の縦方向の安全性、空力効率、および最大揚力が向上するため。